# كونفيكر

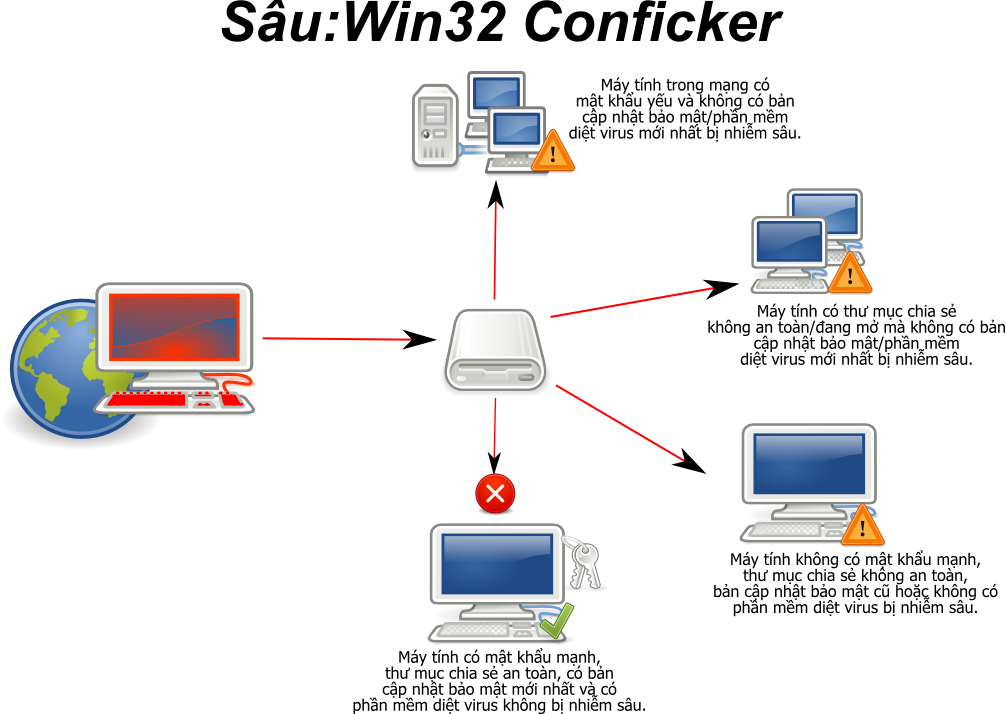
تُظهر الصورة مخططًا يوضح كيفية انتشار دودة الكمبيوتر "كونفيكر"

كونفيكر (بالإنجليزية: Conficker) ويعرف أيضا ب داون أب (بالإنجليزية: Downup) هو دودة حاسوب اكتشفت في أكتوبر 2008 وتستهدف نظام التشغيل مايكروسوفت ويندوز بإصداراته المختلفة مثل ويندوز 2000 وويندوز إكس بي وويندوز سيرفر 2003 وويندوز سيرفر 2008. وتستغل هذه الدودة ضعفا في إحدى خدمات ويندوز وهي (Windows Server service) لتنتشر عبر أجهزة الحاسوب والشبكات وتعتبر دودة كونفيكر من أصعب وأخطر ديدان الحاسوب للتعامل معها حيث انه تستخدم العديد من التقنيات والتعليمات المعقدة لمنع برامج مكافحة الفايروسات من مكافحتها.

## الانتشار
تنتشر الدودة انتشارا سريعا عبر شبكات الحاسوب وعن طريق مشغلات ال يو إس بي (بالإنجليزية: USB flash drive) ومن الآثار التخريبية للدودة منع المستخدمين من الولوج لحاسباتهم بالإضافة إلى إغلاق الحسابات في أجهزة الخوادم وتقوم أيضا باستنزاف وتهليك موارد الشبكة وإبطائها بشدة. ومن آثارها أيضا منع المستخدمين من إمكانية الولوج إلى بعض المواقع الإلكترونية الخاصة بشركات مكافحة الفايروسات.
في 13 فبراير 2009 أعلنت مايكروسوفت عن جائزة مقدارها 250 ألف دولار أمريكي لمن يدل بمعلومة عن صاحب هذا الفيروس أو مسبب انتشارها.

## المعالجة
أصدرت مايكروسوفت ترقيعة (بالإنجليزية: Patch) لمعالجة المشكلة في كافة نسخ الويندوز يمكن تحميلها من هنا كما قامت معظم شركات مكافحة الفايروسات بإصدار ادوات لمكافحة الدودة ومنها كاسبرسكي هنا وبت ديفندر هنا نسخة محفوظة 8 مارس 2009 على موقع واي باك مشين. وسيمانتك هنا